# Han Bo-bae
Han Bo-bae (4 de marzo de 1994) es una de actriz surcoreana. 

## Carrera
Empezó su carrera como actriz infantil y ha protagonizado películas y series, tales como The World of Silence (2006), A Company Man (2012), Total Messed Family (2014),  My Pitiful Sister  y El último escándalo de mi vida (2008).

## Filmografía

### Cine
| Año  | Título                                                           | Rol           |
| ---- | ---------------------------------------------------------------- | ------------- |
| 2002 | Sympathy for Mr. Vengeance                                       | Yu-sun        |
| 2002 | R. U. Ready?                                                     |               |
| 2002 | Phone                                                            |               |
| 2002 | Lovers' Concerto                                                 |               |
| 2004 | Home Sweet Home                                                  |               |
| 2005 | The Birds and the Bees: A Secret You Shouldn't Keep (short film) |               |
| 2005 | Aideuri Saneun Seong (animated)                                  | (voz)         |
| 2006 | No Mercy for the Rude                                            | Young (niña)  |
| 2006 | The World of Silence                                             | Park Soo-yeon |
| 2006 | Magic Lamp                                                       |               |
| 2012 | A Company Man                                                    | Ra Bo-seul    |
| 2014 | Total Messed Family                                              | Baek Se-joo   |
| 2018 | Dong-hwa                                                         | Eun Jung      |

### Serie de televisión
| Año  | Título                                                               | Red  |
| ---- | -------------------------------------------------------------------- | ---- |
| 2002 | Magic Kid Masuri                                                     | KBS2 |
| 2003 | Dae Jang Geum                                                        |      |
| 2005 | Magic Fighter Mir & Gaon                                             |      |
| 2005 | Drama City "Barefoot Kae-jo"                                         |      |
| 2005 | Ballad of Seodong                                                    |      |
| 2006 | Drama City "The Good Killer"                                         |      |
| 2006 | Spring Waltz                                                         | KBS2 |
| 2007 | Ghost Pang Pang                                                      | SBS  |
| 2007 | New Heart                                                            |      |
| 2008 | The Last Scandal of My Life                                          | MBC  |
| 2008 | My Pitiful Sister                                                    | KBS1 |
| 2008 | Amnok River Flows                                                    | SBS  |
| 2009 | Empress Cheonchu                                                     | KBS2 |
| 2009 | Tae-hee, Hye-kyo, Ji-hyun                                            | MBC  |
| 2009 | Smile, You                                                           | SBS  |
| 2010 | Good Friends                                                         |      |
| 2010 | MBC Sunday Drama Theater "Housewife Kim Kwang-ja's Third Activities" | MBC  |
| 2010 | Dr. Champ                                                            | SBS  |
| 2011 | Sign                                                                 | SBS  |
| 2011 | Gyebaek                                                              | MBC  |
| 2011 | A Thousand Days' Promise                                             | SBS  |
| 2012 | Queen Insoo                                                          | jTBC |
| 2012 | Phantom                                                              | SBS  |
| 2013 | Hur Jun, The Original Story                                          | MBC  |
| 2015 | Make a Woman Cry                                                     | MBC  |
| 2015 | Late Night Restaurant                                                | SBS  |
| 2015 | Remember                                                             | SBS  |
| 2016 | Doctors                                                              | SBS  |
| 2017 | Voice                                                                | OCN  |
| 2017 | School 2017                                                          | KBS2 |
| 2018 | Welcome to Waikiki                                                   | JTBC |
| 2021 | Under Cover                                                          | JTBC |